# Bonecas-Repolho
As Cabbage Patch Kids (Bonecas-Repolho ou Pimpolho no Brasil) são uma linha de bonecos com esculturas suaves. Eles foram registrados no escritório de direitos autorais dos Estados Unidos em 1978 como 'The Little People'. Quando as bonecas entraram em produção em massa em 1982, elas foram renomeadas para 'Cabbage Patch Kids'.
A marca de bonecas foi uma das tendências de brinquedos mais populares da década de 1980. Foi uma das franquias de bonecas mais antigas dos Estados Unidos.  Os personagens apareceram em muitos outros produtos Cabbage Patch, incluindo animados desenhos animados, placa jogos e gravar álbuns.
Ao longo dos anos, os Cabbage Patch Kids foram produzidos por diferentes empresas.